# Totenkopfstraße
Die Totenkopfstraße ist eine 13,6 km lange Passstraße im Pfälzerwald in den rheinland-pfälzischen Landkreisen Südliche Weinstraße und Bad Dürkheim. Als Teil der Landesstraße 514 verläuft sie von St. Martin durch die Haardt, einen Gebirgszug am Ostrand des Pfälzerwalds, nach Nordwesten in den Mittleren Pfälzerwald bis nach Breitenstein. Auf dem Bergsattel Totenkopf, nach dem die Straße benannt wurde, erreicht sie mit 513,7 m ü. NHN ihre höchste Stelle. Dort steht die Totenkopfhütte.

## Geographie

### Verlauf
Die Totenkopfstraße verläuft als Passstraße von der Ortsgemeinde St. Martin am Westrand der Oberrheinischen Tiefebene in vorwiegend nordwestlicher Richtung durch den Pfälzerwald. Sie beginnt wenige Hundert Meter östlich von St. Martin auf 210 m Höhe am Abzweig der Maikammerstraße von der L 514. Nach Durchqueren der Ortschaft führt sie oberhalb des Speyerbachzuflusses Kropsbach und dessen Kleinzuflusses Hüttenbach aufwärts in den Gebirgszug Haardt. Dort überquert sie zwischen der Kalmit (östlich, 672,6 m) und dem Schafkopf (westlich, 616,8 m) den Gebirgspass Hüttenhohl (476,9 m); an dieser Stelle zweigt die Kalmithöhenstraße (Landesstraße 515) nach Osten ab. Rund 1,5 Straßenkilometer weiter nordwestlich erreicht die Totenkopfstraße im Mittleren Pfälzerwald nach etwa halber Strecke nordnordwestlich des Rotsohlbergs (607,1 m) und südwestlich der Oberscheid (582,3 m) den Bergsattel Totenkopf (513,7 m) mit der Totenkopfhütte. Danach führt die Straße zum Tal des Argenbachs und an diesem Gewässer abwärts. Nahe dessen Mündungsbereich in den Speyerbach und kurz nachdem sie den Weiler Breitenstein durchquert hat, endet sie auf etwa 195 m Höhe mit der Einmündung in die Landesstraße 499 (Elmstein–Breitenstein–Frankeneck).

### Parkplätze
Die Totenkopfstraße ist eine beliebte Ausflugsroute. Wandererparkplätze gibt es unter anderem am Wetzbrunnen, am Gebirgspass Hüttenhohl und bei der Totenkopfhütte.

## Sehenswürdigkeiten und Kulturelles

### Ortskern von St. Martin
Der mittelalterliche Ortskern von St. Martin nahe dem südöstlichen Anfang der Totenkopfstraße ist als Denkmalzone eingestuft. Auf den Patron der überwiegend spätgotischen Kirche geht der Name des Dorfes zurück.

### Beweidungsprojekt
Das Beweidungsprojekt Sandwiesenweiher nordwestlich des kleinen Stausees ist im Artikel Kropsbach behandelt.

### Totenkopfhütte
Die Totenkopfhütte auf dem Bergsattel Totenkopf ist eine bewirtschaftete Schutzhütte des Pfälzerwald-Vereins, der sie 1966 übernommen hat. Sie ist Teil eines gemauerten Gebäudeensembles, das aus einem zweistöckigen Haupthaus mit zwei eineinhalbstöckigen Erweiterungsbauten besteht.

### Burg Breitenstein
Beim nordwestlichen Endpunkt der Totenkopfstraße steht nordwestlich oberhalb des Weilers Breitenstein die Burg Breitenstein, die um das Jahr 1246 errichtet wurde und nach ihrer starken Beschädigung 1470/71 durch Kurfürst Friedrich den Siegreichen zur Ruine verfiel. Nach der Burg ist der Weiler benannt.

### Kuckucksbähnel
Im Weiler Breitenstein besitzt das Kuckucksbähnel, das 1984 für den Ausflugsverkehr im Elmsteiner Tal reaktiviert wurde, einen Haltepunkt. Die Museumsbahn wird von historischen Dampflokomotiven gezogen.

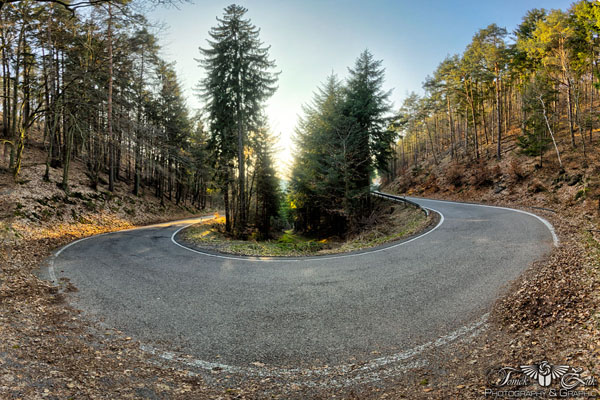
Totenkopfstraße
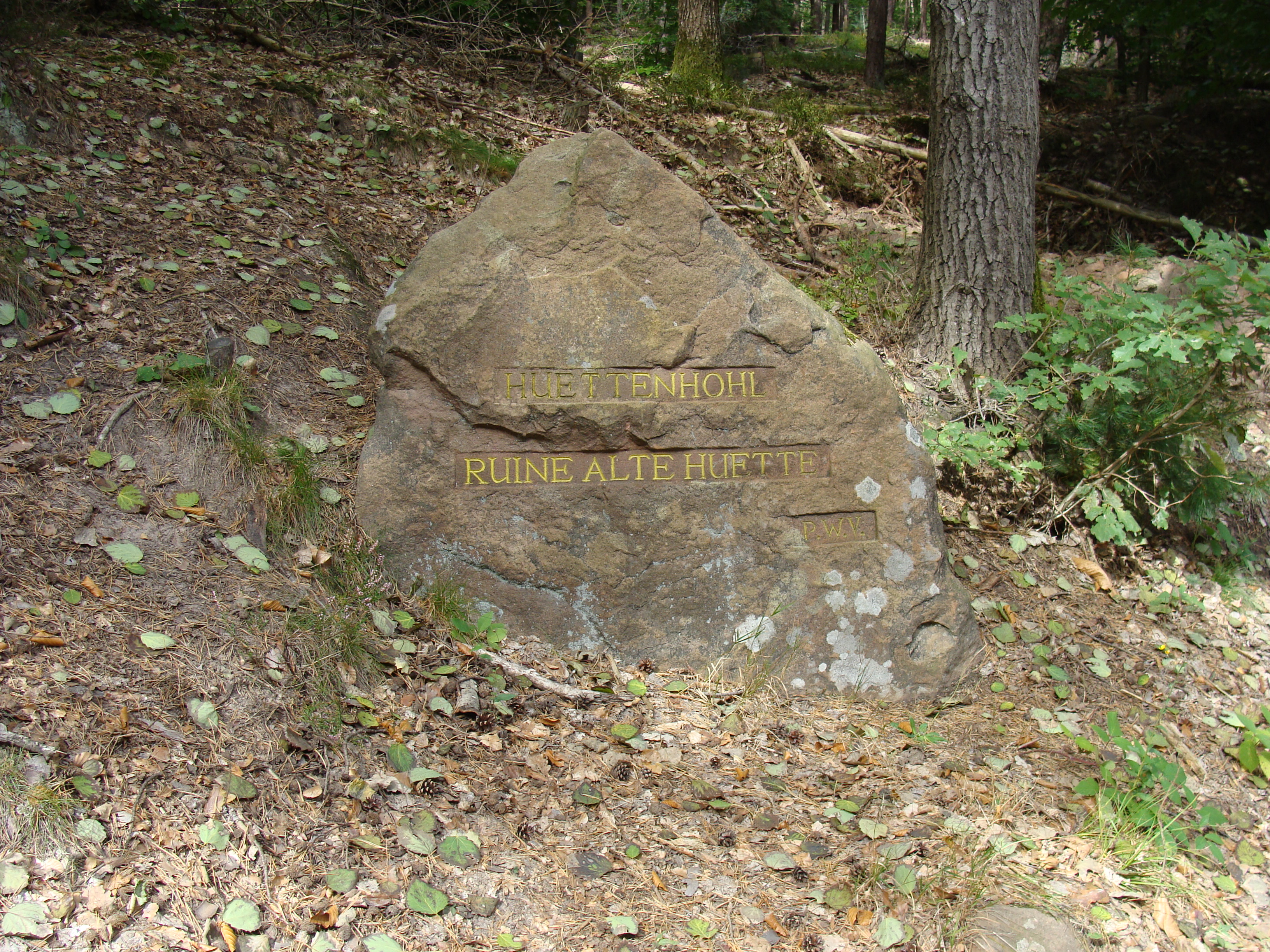
Ritterstein 239 am Gebirgspass Hüttenhohl
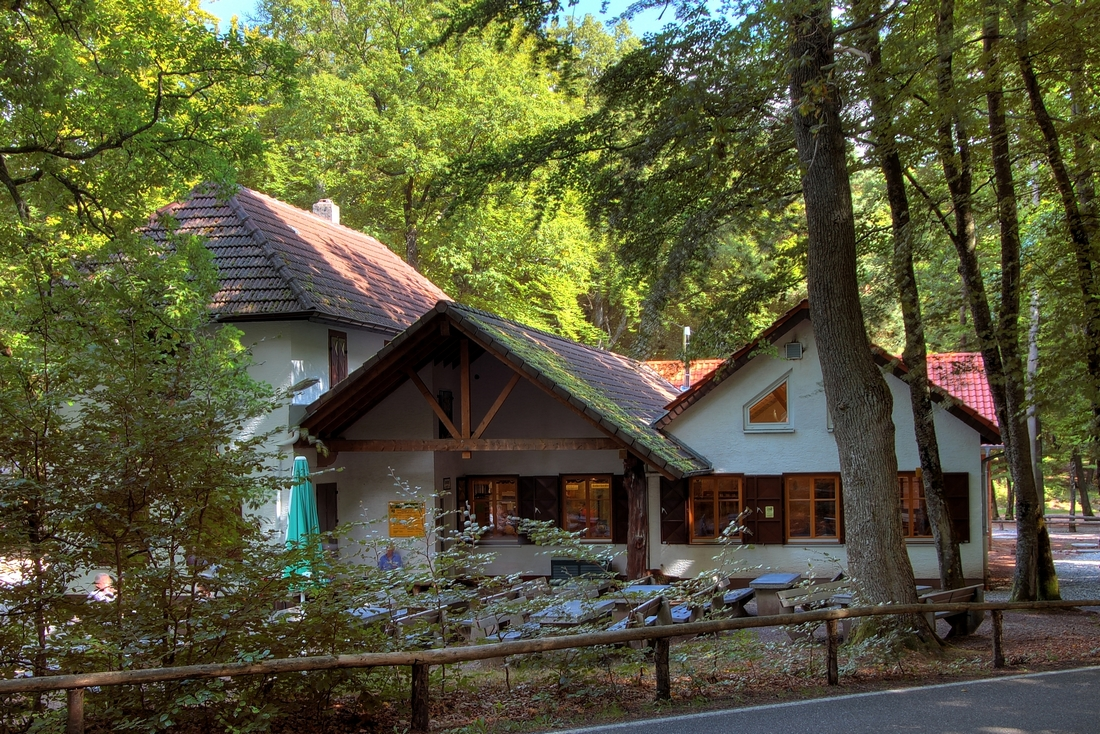
Die Totenkopfhütte auf dem Bergsattel Totenkopf
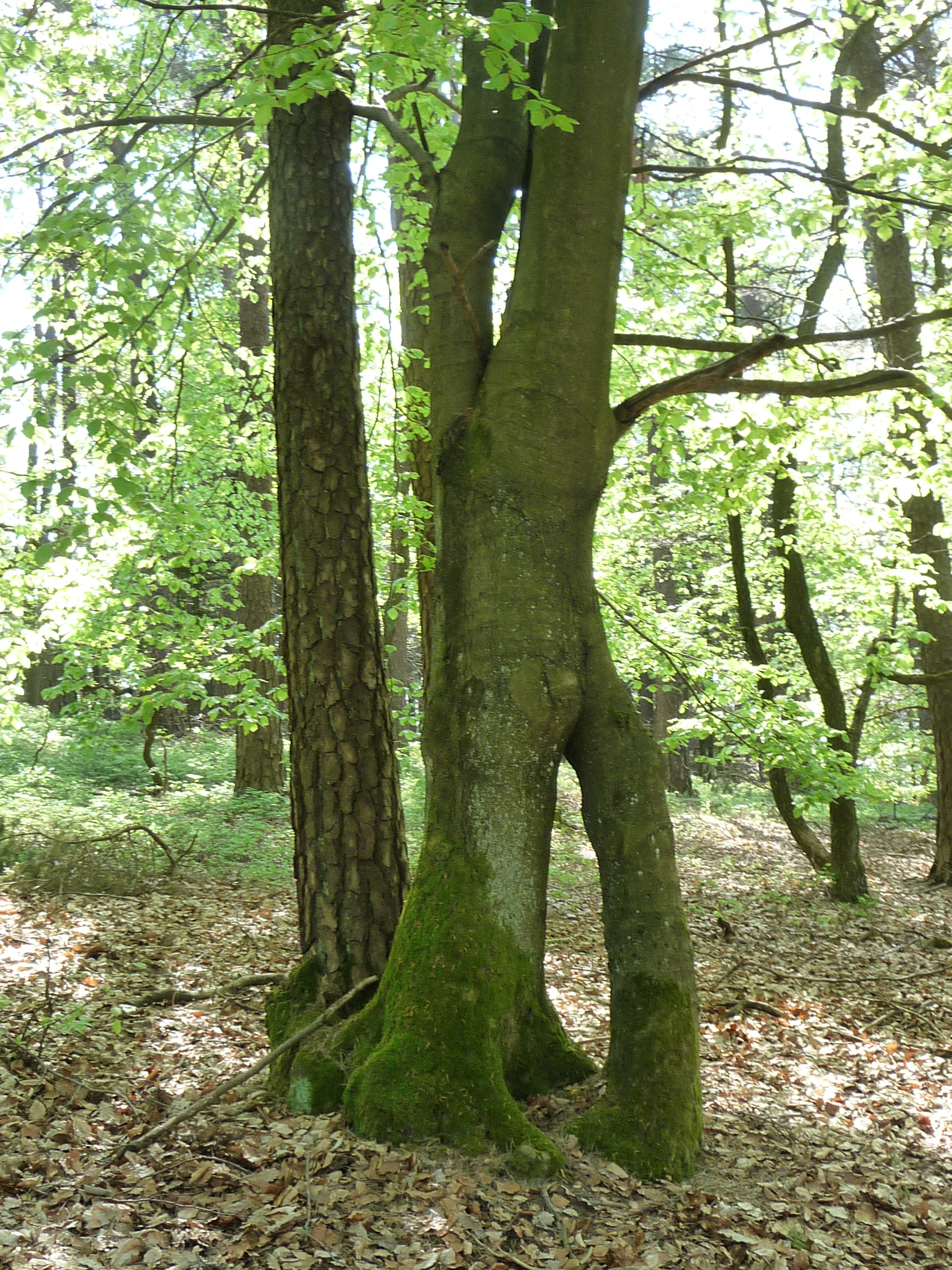
Baum nahe der Totenkopfhütte
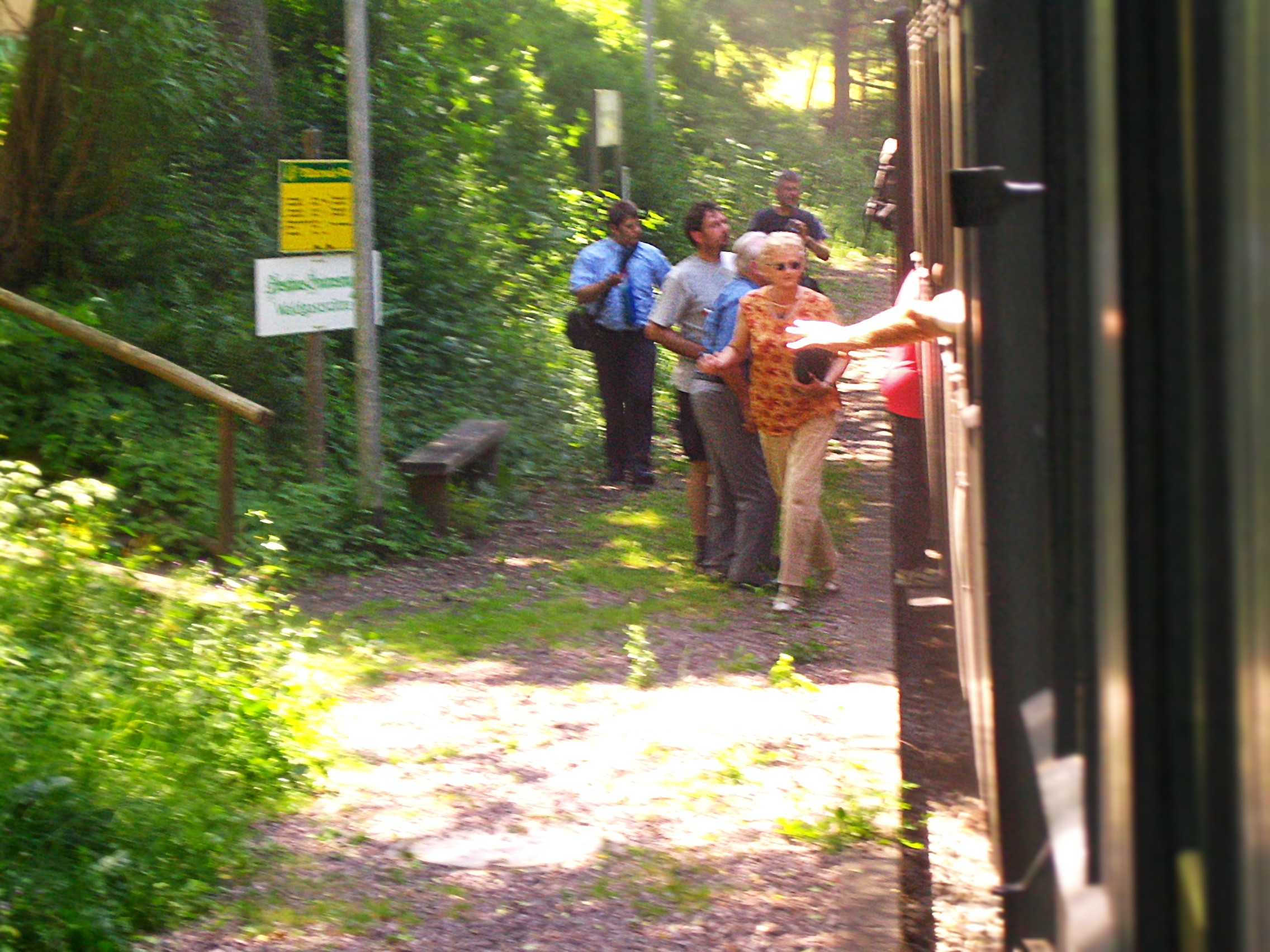
Haltepunkt Breitenstein des Kuckucksbähnels
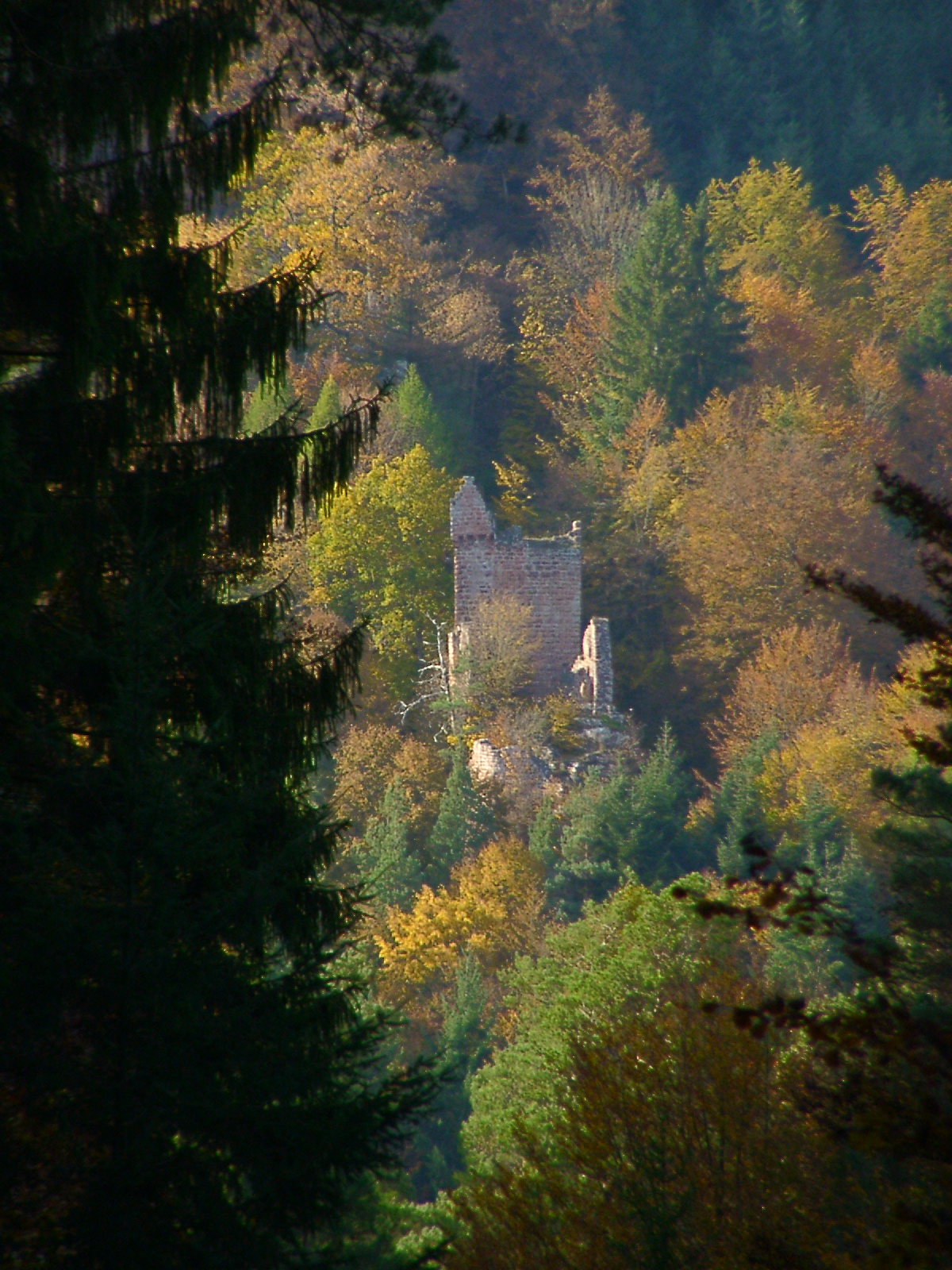
Burg Breitenstein

## Geschichte
Von 1957 bis 1961 waren die Totenkopfstraße und ihre Umgebung Tummelplatz einer Bande von jungen Kriminellen, deren Anführer Bernhard Kimmel (1936–2019) unter dem sich selbst beigegebenen Namen „Al Capone“ Pressekontakte suchte und entsprechende Beachtung fand. Höhepunkt der durch die sogenannte „Kimmel-Bande“ verübten 187 Straftaten (v. a. Brandstiftungen und viele Einbrüche) war in der Neujahrsnacht 1960/1961 die Ermordung des Wirtes Karl Wertz (1911–1961) von der ebenfalls in der Gegend gelegenen Hellerhütte. In den Stunden zuvor hatten die Täter bereits die Totenkopfhütte niedergebrannt.
In den 1970er Jahren bis Anfang der 1980er wurden auf der Totenkopfstraße Sonderprüfungen der Rallye Vorderpfalz ausgetragen.